# Borislav Milić
Borislav Milić est un joueur d'échecs yougoslave  né le 20 octobre 1925 à Belgrade et mort le 28 mai 1986 à Belgrade.
Vainqueur des tournois de Venise en 1951, de Beverwijk en 1955, il reçut le titre de maître international en 1951 et celui de grand maître international honoraire en 1977.

## Biographie et carrière
Milić fut un des rédacteurs de l'Informateur d'échecs depuis sa création en 1966 et de New in Chess dans les années 1980.
Il participa à quatorze championnats de Yougoslavie de 1945 à 1962. Son meilleur résultat fut une 3e-5e place obtenue en 1952 et des quatrièmes places obtenues en 1945, 1951, 1953, 1955 et 1959. Il fut actif dans les tournois internationaux jusqu'en 1967.
Milić termina deuxième ex æquo du tournoi d'échecs de Dortmund en 1951 et deuxième ex æquo du tournoi de Venise la même année. En 1952, il fut deuxième ex æquo au tournoi de Belgrade (20 joueurs). En 1955, il remporta le tournoi traditionnel de Beverwijk (Hoogovens), puis l'année suivante celui de Krynica-Zdrój 1956 et en 1961,  Madrid.

## Compétitions par équipe
Milić participa à deux olympiades d'échecs ainsi qu'à deux Championnast d'Europe d'échecs des nations et remporta une médaille de bronze par équipe à l'olympiade d'échecs de 1952 à Helsinki, une médaille d'argent par équipe à l'olympiade d'échecs de 1956 à Moscou et deux  médailles d'argent par équipe lors des championnats d'Europe 1957 et 1961. Il participa également aux matchs Yougoslavie - URSS.